# جيم فيلد
جيم فيلد (بالإنجليزية: Jim Field)‏ هو لاعب كرة قاعدة أمريكي، ولد في 24 أبريل 1863 في فيلادلفيا في الولايات المتحدة، وتوفي في 13 مايو 1953 في اتلانتيك سيتي في الولايات المتحدة.

## وصلات خارجية
- جيم فيلد على موقعبيزبول رفرنس.كوم (الدوري الرئيسي) (الإنجليزية)